# 사이클론 (스타크래프트)
사이클론(영어: Cyclone)은 스타크래프트 2 종족인 테란의 유닛이다. 군수공장에서 생산이 가능한 유닛이다.

## 특징
사이클론은 스타크래프트 2에서 새롭게 추가된 테란의 유닛이다. 메카닉 테란의 유닛에 속하는 유닛으로 기동성이 좋은 메카닉 유닛에 속한다. 전작의 시체매와 골리앗을 합친 느낌을 주는 유닛으로 지상과 공중을 모두 공격할 수 있는 유닛이다. 사이클론은 지대지와 지대공이 모두 가능한 메카닉 유닛이기 때문에 메카닉 테란에서 많이 활용되며 또한 대공 공격이 안되는 크루시오 공성 전차의 대공 호위 용도로도 사용이 가능한 유닛이 된다. 또한 사이클론은 군수공장을 짓기만 하면 바로 생산이 가능한 메카닉 유닛이기 때문에 초중반의 메카닉 테란에선 땅거미 지뢰와 함께 주요한 지대공 방어 유닛으로도 사용된다. 생산에 필요한 자원, 인구수, 생산 시간은 광물:125, 가스:50, 인구수:2, 생산 시간:45초이다. 유닛의 능력치는 체력:130, 기본 방어력:0, 공격력:11로 이는 지대공과 지대지 공격에 모두 같은 공격력을 주지만 기계 유닛에겐 14의 공격력으로 추가 피해를 준다. 사이클론에 대한 업그레이드는 사이클론의 이동 속도를 증가시키는 허리케인 추진기가 있으며 이외에 사이클론이 쓸 수 있는 기술에는 공격할 목표물을 조준하는 목표물 조준기, 공격할 목표물을 취소하는 기능인 취소의 기능이 있다. 사이클론의 업그레이드는 군수공장에 애드온된 기술실에서 한다. 스타크래프트 2의 캠페인과 협동전에서는 코브라, 시체매, 골리앗과도 같이 조합해서 쓸 수 있으며 이들과 같이 주요한 메카닉 유닛으로 활용이 된다.

## 같이 보기
- 스타크래프트
- 테란